# Václav Perek
Václav Perek (27. září 1859 Kamenice nad Lipou – 19. května 1940 Praha) byl rakouský právník a politik původem z Čech, působící na Moravě; poslanec Moravského zemského sněmu.

## Biografie
Narodil se v Kamenici nad Lipou. Studoval práva na Univerzitě Karlově v Praze. Působil jako právník a politik. V roce 1887 se přestěhoval na Moravu, nejprve působil v Kyjově. Od roku 1890 byl advokátem v Moravském Krumlově, který byl tehdy etnicky smíšeným městem s  vyhrocenou rivalitou mezi českou a německou populací. Později se přestěhoval do Prostějova. Dlouhodobě zasedal jako člen městské rady v Prostějově. Podílel se na českých spolcích a organizacích. Společně s Václavem Šíleným a Janem Rozkošným zakládal zemědělskou radu. Inicioval vznik Ústředního svazu českých hospodářských společenstev na Moravě. Stál u vzniku Českého pomologického ústavu, Pokusné rostlinářské stanice nebo Statistického úřadu zemědělského.
Koncem 19. století se zapojil i do vysoké politiky. V zemských volbách v roce 1896 byl zvolen na Moravský zemský sněm, kde zastupoval kurii venkovských obcí, obvod Prostějov, Plumlov. Mandát zde obhájil v zemských volbách v roce 1902. V roce 1896 se na sněm dostal jako český kompromisní kandidát. Šlo o společnou kandidátní listinu staročechů a mladočechů. Za ni kandidoval i ve volbách roku 1902. Sám patřil k mladočechům, respektive k jejich moravské odnoži, Lidové straně na Moravě. V zemských volbách v roce 1906 neuspěl. Roku 1905 přijal na jeho popud zemský sněm tzv. Lex Perek, který ošetřoval přijímání dětí do škol. Šlo o důsledné rozdělení školských rad na české a německé a o prosazení principu, že vyučovací jazyk školy se má shodovat s národností dítěte. Podílel se tehdy i na dojednání tzv. Moravského vyrovnání.
Ve volbách do Říšské rady roku 1911 neúspěšně kandidoval do vídeňského parlamentu za Lidovou stranu pokrokovou. V druhém kole voleb ho porazil sociální demokrat Rudolf Bechyně.
Patřil rovněž mezi zakladatele Československé společnosti rukopisné, ustavené v Praze v roce 1932 a zaměřené na obhajobu pravosti Rukopisů Královédvorského a Zelenohorského, a byl jejím prvním předsedou.
Jeho vnukem byl Luboš Perek, český astronom, který se proslavil i ve světě.
Zemřel v květnu 1940.

## Dílo
- Nejdůležitější zásady nových zemských zákonů moravských z r. 1905 (1906) [15]
- Ochrana menšin národnostních dle mírových smluv a skutečné poměry v naší republice (1922) – s přílohami textu jazykového zákona a ustanovení mírových smluv o ochraně menšin [16]
- Rukopisy Královédvorský a Zelenohorský jsou pravé (1931) – výstřižky z odporných a marných bojů proti pravosti rukopisů [17]